# Epoligosita takagii
Epoligosita takagii är en stekelart som beskrevs av Yashiro 1994. Epoligosita takagii ingår i släktet Epoligosita och familjen hårstrimsteklar. Inga underarter finns listade i Catalogue of Life.